# Litauens fodboldlandshold
Litauens fodboldlandshold (litauisk: Lietuvos vyrų futbolo rinktinė) er det nationale fodboldhold i Litauen, og landsholdet bliver administreret af Lietuvos Futbolo Federacija. Holdet har aldrig deltaget i en slutrunde.
Fra 1940 til 1992 var holdet en del af Sovjetuionens fodboldlandshold.